# 多民族立法大会
16°29′46″S 68°07′59″W / 16.49611°S 68.13306°W
多民族立法大会（西班牙語：Asamblea Legislativa Plurinacional）是玻利维亚国家立法机构，由兩個院組成，设立在中央政府所在地拉巴斯。參議院有36名議員，眾議院有130名議員，任期5年。

## 外部連結
- 参议院（页面存档备份，存于）
- 眾议院（页面存档备份，存于）